# Dave's Picks, Vol. 8: Fox Theatre, Atlanta, GA 11/30/8
Dave's Picks, Vol. 8: Fox Theatre, Atlanta, GA 11/30/8 es el octavo álbum en vivo de Dave's Picks, serie de lanzamientos en vivo de la banda estadounidense Grateful Dead. Fue publicado el 1 de noviembre de 2013 a través del sello discográfico Rhino.

## Antecedentes
En un artículo de noviembre de 2012 en The New Yorker sobre el vasto legado grabado de Grateful Dead, Nick Paumgarten había escrito sobre una grabación de este concierto con la audiencia. Luego se le pidió que escribiera las notas del álbum, que analizan la procedencia de la grabación de la audiencia de inusual alta calidad (capturada desde el balcón por Bob Wagner) y hacen referencia a la popular cita de Martin Mull que compara escribir sobre música con “bailar sobre arquitectura”.

## Lanzamiento
Este álbum es la primera grabación Matrix de Grateful Dead lanzada oficialmente. Las grabaciones Matrix sincronizan digitalmente una grabación de una audiencia amateur con el audio de la caja de resonancia para agregar el sonido natural y reverberante de la sala de espectáculos y la emoción de la audiencia. Esto puede aumentar la “sensación en vivo” de lo que podría ser una grabación “seca” o, a veces, relativamente sin vida. Se pueden combinar varias proporciones de los dos para reducir los errores de sonido causados por el sangrado del micrófono o los niveles de mezcla errantes, al mismo tiempo que se agregan los sonidos ambientales del lugar y se reduce la calidad de sonido posiblemente amateur capturada por los micrófonos de la audiencia.

## Recepción de la crítica
Doug Collette de Glide Magazine declaró: “Jerry García y Bob Weir suenan igualmente inspirados mientras cantan juntos y por separado [...], mientras que la guitarra solista del primero brilla aún más que habitual aquí en este show de 1980”, y señaló que “la música es tan vívida, colorida e imaginativa como los gráficos de la portada”.

## Lista de canciones
Disco uno
1. "Feel Like a Stranger" (Bob Weir, John Perry Barlow) – 9:19
2. "Loser" (Jerry Garcia, Robert Hunter) – 8:17
3. "Cassidy" (Weir, Barlow) – 5:14
4. "Ramble On Rose" (Garcia, Hunter) – 7:55
5. "Little Red Rooster" (Willie Dixon) – 9:33
6. "Bird Song" (Garcia, Hunter) – 9:22
7. "Me and My Uncle" (John Phillips) – 2:59
8. "Big River" (Johnny Cash) – 5:55
9. "It Must Have Been the Roses" (Hunter) – 7:13

Disco dos
1. "Lost Sailor" (Weir, Barlow) – 6:34
2. "Saint of Circumstance" (Weir, Barlow) – 6:31
3. "Deal" (Garcia, Hunter) – 8:03
4. "Scarlet Begonias" (Garcia, Hunter) – 11:44
5. "Fire on the Mountain" (Mickey Hart, Hunter) – 10:50
6. "Samson and Delilah" (traditional, arranged by Weir) – 7:40
7. "Ship of Fools" (Garcia, Hunter) – 8:49

Disco tres
1. "Playing in the Band" (Weir, Hart, Hunter) – 15:53
2. "Drums" (Hart, Bill Kreutzmann) – 11:25
3. "Space" (Garcia, Phil Lesh, Weir) – 4:23
4. "The Wheel" (Garcia, Kreutzmann, Hunter) – 6:49
5. "China Doll" (Garcia, Hunter) – 6:50
6. "Around and Around" (Chuck Berry) – 4:01
7. "Johnny B. Goode" (Berry) – 4:49
8. "Uncle John's Band" (Garcia, Hunter) – 7:46